# Andrea Fantoni
Andrea Fantoni (Rovetta, 26 agosto 1659 – Bergamo, 25 luglio 1734) è stato uno scultore italiano.

## Biografia
Andrea Fantoni proveniva da una famiglia di grande vocazione artistica, dato che sia il padre che i fratelli, e in seguito anche i nipoti, lavorarono in una bottega ad ambito familiare rinomata in tutta l'Italia settentrionale.
Grandi intagliatori, i Fantoni ebbero principalmente come committenti enti ecclesiastici: difatti le loro principali opere sono racchiuse nelle chiese della zona di Bergamo, della val Seriana e della Val Camonica. 
Esponente di spicco di questa famiglia, Andrea Fantoni ebbe un'ottima educazione artistica: dapprima istruito presso la scuola di Pietro Ramus di Temù, si recò, ancora adolescente, a Parma dove ebbe modo di lavorare per qualche mese a Palazzo Ducale.
Tornato nel suo paese natale, lavorò nella bottega di famiglia, la sua prima opera documentata risale al 1680, nella chiesa di S.Ambrogio ad Alzano Lombardo è stata ritrovata la scritta A.F.S.R., identificata come Andrea Fantoni Scultore di Rovetta, a testimonianza che ricoprì ben presto il ruolo più importante. E riuscì a portare la sua bottega in una posizione di assoluto prestigio.
Alla sua morte, avvenuta nel 1734, lasciò la gestione della bottega ai fratelli e al nipote Grazioso Fantoni.
Il polo scolastico d'istruzione secondaria di Clusone è stato intitolato all'artista rovettese.

## Le principali opere
Nel capoluogo orobico si trovano opere nella basilica di Santa Maria Maggiore: il confessionale, nel duomo di Sant'Alessandro :i pannelli marmorei raffiguranti la i sette dolori della Madonna e medaglioni ornamentali dell'Altare della beata Vergine, nel museo diocesano di Arte Sacra e nella chiesa di Sant'Alessandro della Croce: altare in marmo intarsiato e pagliotto.

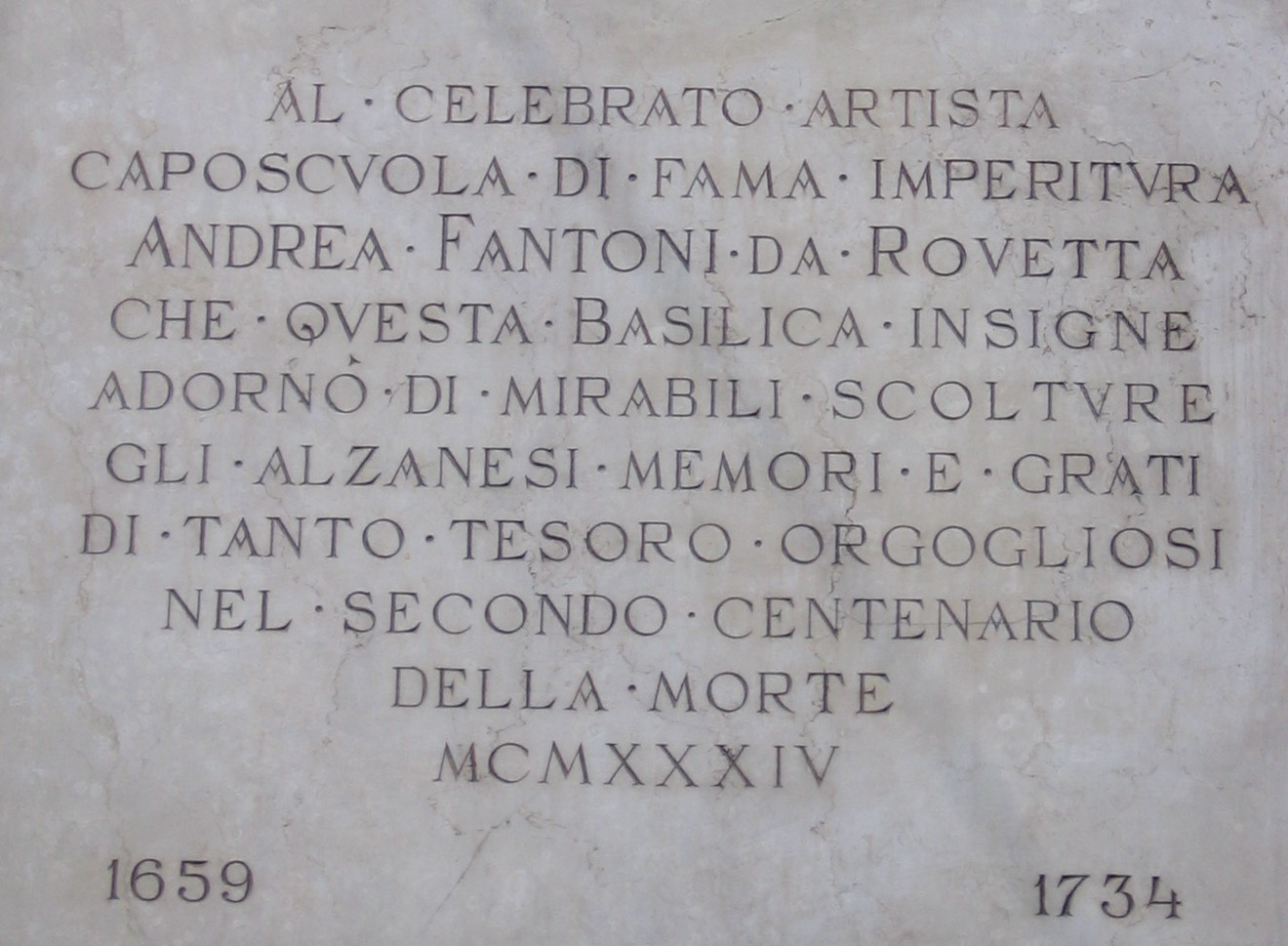
epigrafe nella basilica di San Martino ad Alzano Lombardo

Ad Alzano Lombardo all'interno della basilica di San Martino è conservato, e utilizzato per le messe solenni, il pulpito marmoreo, creato con la collaborazione con Giovan Battista Caniana (fantoniana è la parte bassa del pulpito, il cosiddetto calice marmoreo, mentre dei Caniana è la realizzazione del baldacchino) e il bassorilievo in marmo bianco ai piedi dell'altare della Madonna del Rosario, che raffigura la Nascita di Maria. 
Sempre ad Alzano Lombardo, nel complesso della Basilica, vi sono gli arredi delle due sagrestie.
Se nella prima sagrestia la quasi totalità degli arredi è da attribuirsi al padre Grazioso Fantoni, Andrea Fantoni realizzerà tutta la seconda sagrestia, più piccola, ma molto più ricca di dettagli e caratterizzata dal ciclo delle scene di martirio dei Santi, inserita in un ambiente decorato dagli stucchi policromi dei fratelli Sala.
Federico Zeri definirà questi ambienti 
A Clusone nella basilica di Santa Maria Assunta vi sono molte sue opere tra cui l'altare maggiore, le cinque statue del coro, gli intagli policromi e le cariatidi del pulpito realizzate in marmo. A lui vengono attribuiti anche gruppi lignei policromi raffiguranti la deposizione di Cristo nel Sepolcro nell'oratorio dei Disciplini, così come a Gandino, l'abside in marmi policromi e le sculture della Vergine e degli angeli nella Basilica di Santa Maria Assunta.
A Rovetta, suo paese natale, nella chiesa parrocchiale di Tutti i Santi, vi sono l'altare maggiore in marmo con tabernacolo, due angeli adoranti sempre sull'altare maggiore, un bassorilievo raffigurante l'Annunciazione), un altorilievo con la nascita di Maria e numerose altre opere lignee e ai piedi dell'altare della Madonna da lui realizzato vi è la sua sepoltura messa in evidenza da una semplice lastra in marmo nero.  Nella chiesa dei Disciplini invece si conserva il "Compianto del Cristo morto", un gruppo di statue di grandezza naturale raffiguranti il Cristo e altre tradizionali figure.
A Cerete, nella chiesa di San Vincenzo Martire a Cerete Basso è conservato il Cristo Grande e a Cerete Alto ha realizzato il progetto architettonico la nuova chiesa dei Santi Filippo e Giacomo e il relativo altare maggiore.
Inoltre, sempre nel suo paese d'origine, è visitabile la casa museo Fantoni, in cui sono conservati i locali in cui visse e operò tutta la famiglia, con migliaia di disegni, numerose opere in svariati materiali (legno, marmo, terracotta, gesso), documenti che attestano momenti della vita dei proprietari della bottega, attrezzi utilizzati e tutto ciò che possa far comprendere le personalità che vissero e operarono in quel luogo. 
Il suddetto museo è stato segnalato dal FAI come luogo del cuore.
Meritano inoltre menzione anche le sue opere racchiuse in chiese parrocchiali della Val Camonica, tra cui Cerveno, Angolo Terme, Zone e Solto e della Valcalepio nel paese di Chiuduno dove si trova una sua interessante opera scultoria, "La Pietà", nonché l'ancona lignea conservata sull'altare maggiore della chiesa di San Giovanni Battista, il Compianto con ben dieci statue a Zone. e quello del santuario della Beata Vergine della Torre di Sovere.

## Galleria d'immagini

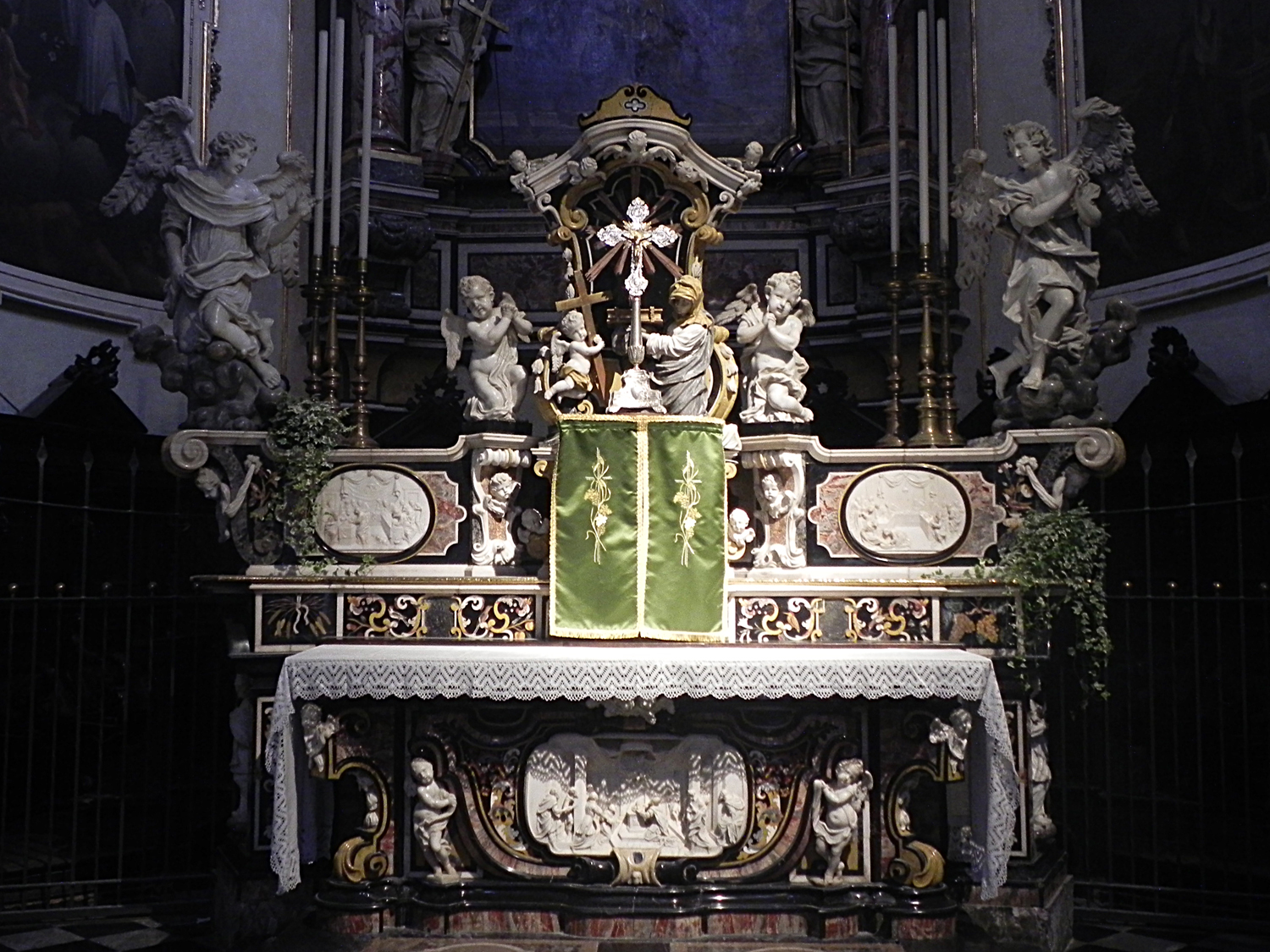
Altare Maggiore - chiesa di tutti Santi a Rovetta
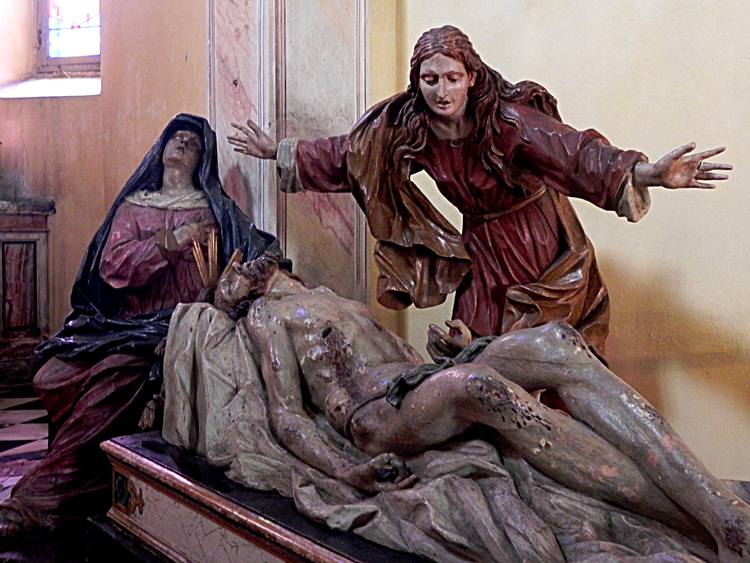
Dettaglio del Compianto del Cristo Morto conservato a Rovetta
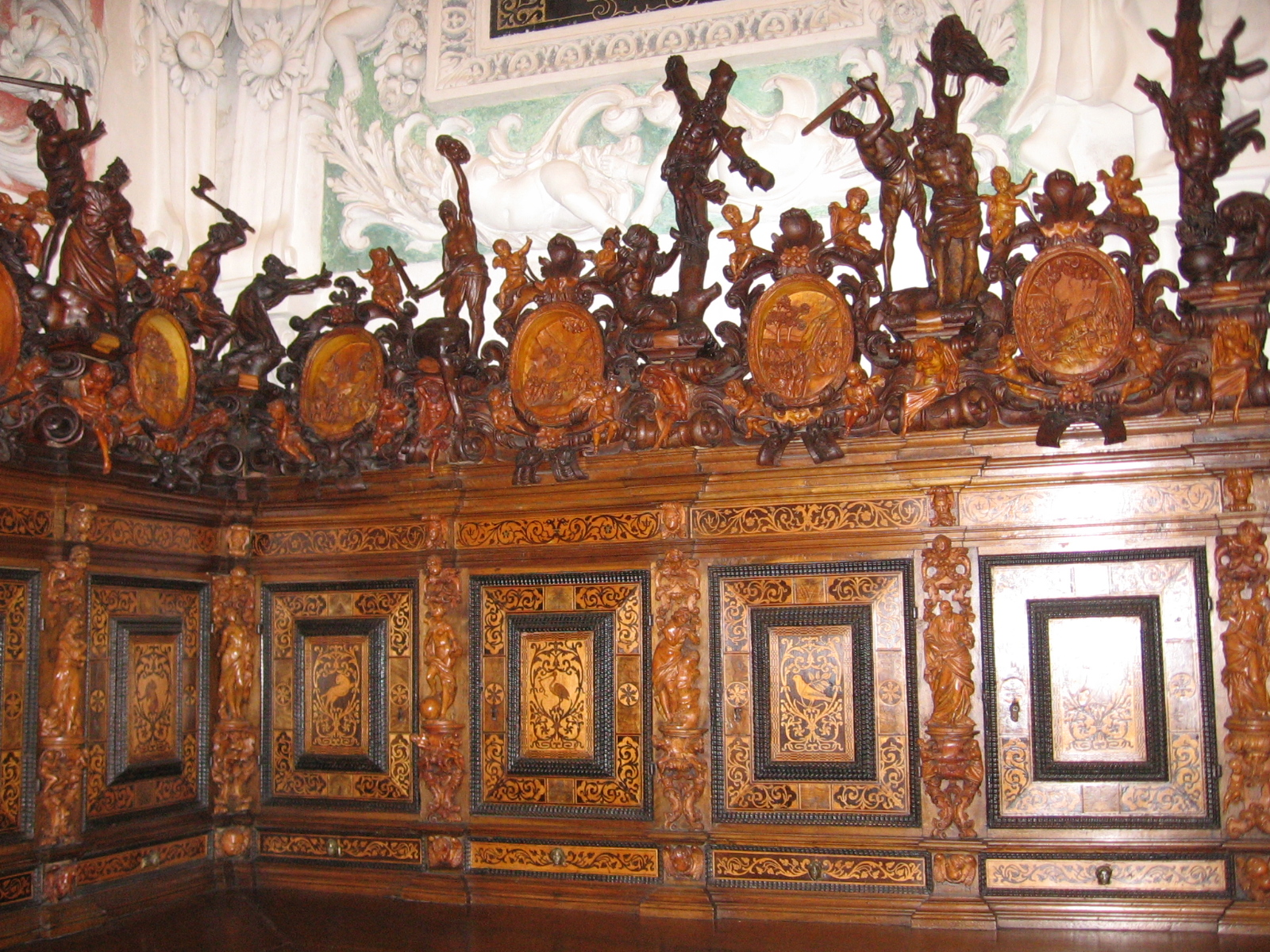
Dettaglio della seconda sagrestia della Basilica di San Martino di Alzano Lombardo
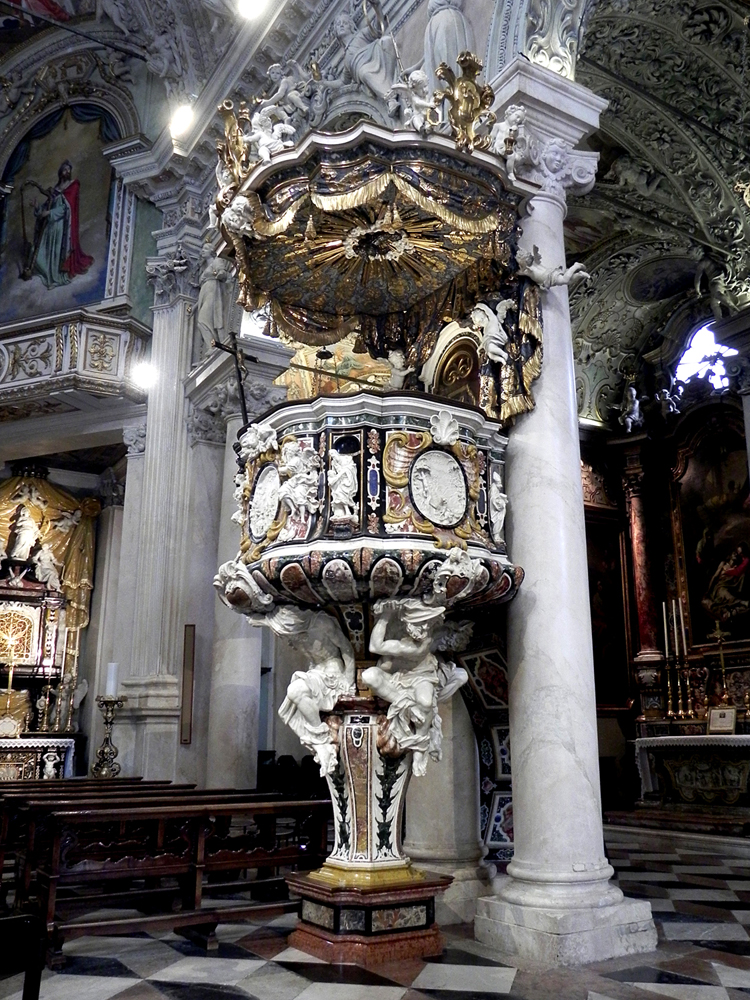
Il pulpito all'interno della basilica di Alzano Lombardo
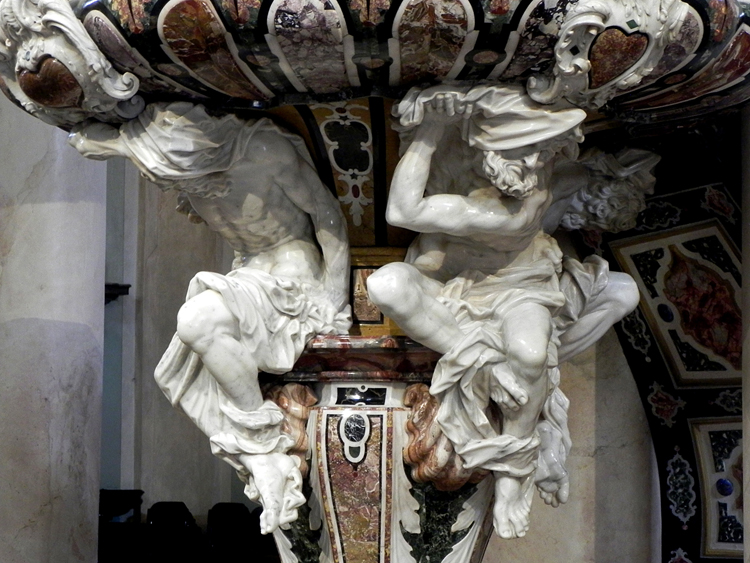
Dettaglio dei telamoni del pulpito della basilica ad Alzano Lombardo
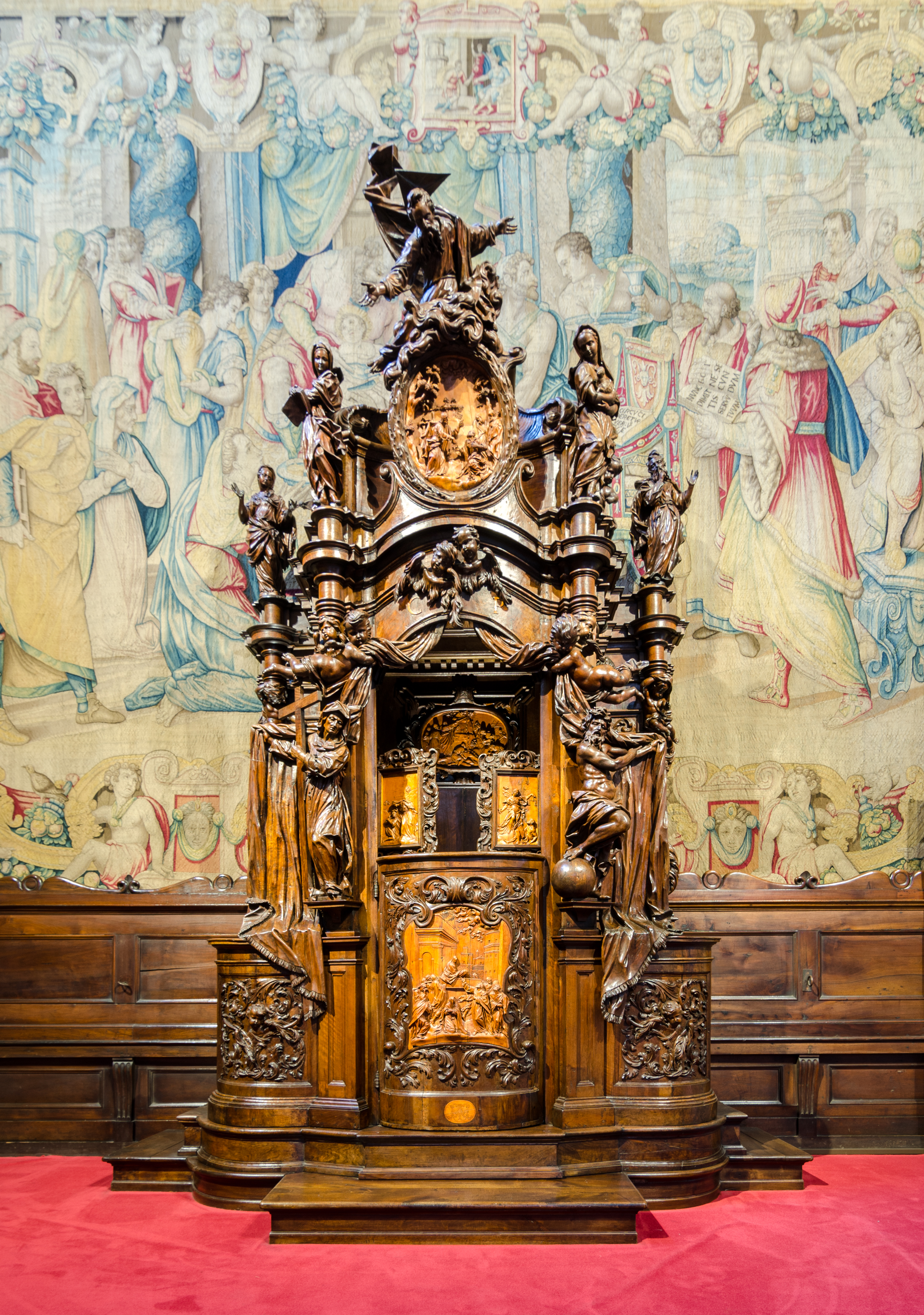
Il confessionale ligneo conservato all'interno della Basilica di Santa Maria Maggiore a Bergamo